# Hinchinbrook Island
Hinchinbrook Island är en ö i Australien. Den ligger i kommunen Cassowary Coast och delstaten Queensland, omkring 1 200 kilometer nordväst om delstatshuvudstaden Brisbane. Arean är 398 kvadratkilometer. Den sträcker sig 33,4 kilometer i nord-sydlig riktning, och 30,3 kilometer i öst-västlig riktning.
I omgivningarna runt Hinchinbrook Island växer i huvudsak städsegrön lövskog. Runt Hinchinbrook Island är det mycket glesbefolkat, med 4 invånare per kvadratkilometer. Genomsnittlig årsnederbörd är 1 995 millimeter. Den regnigaste månaden är februari, med i genomsnitt 509 mm nederbörd, och den torraste är augusti, med 20 mm nederbörd.